# Storia della scultura
La storia della scultura occidentale è tra i filoni più significativi della storia dell'arte. Alla scultura, per la generale maggior resistenza dei suoi materiali, è spesso toccato, suo malgrado, il ruolo di trasmettere i valori dell'arte antica alle generazioni moderne, facendo sì che fosse un ponte tra gli artisti di epoche lontane. Per questo gran parte della storia della scultura occidentale può essere riassunto nell'alternarsi tra allontanamenti e riscoperte del modello classico (sebbene da intendersi con significati e contorni via via diversi).
Dopo i secoli dell'antichità in cui aveva predominato la stilizzazione della figura, in particolare quella umana, la cultura greca raggiunse, a partire circa dal VI secolo a.C., a un ottimo compromesso di realismo e idealizzazione, che venne perfezionato nei secoli successivi e glorificato dalla letteratura, tanto da essere definito "classico", ovvero metro insindacabile di confronto con tutte le altre forme d'arte. Sebbene già nel mondo ellenistico questo equilibrio si spostasse verso figure più complesse e artificiose, coi romani il canone greco venne ripreso e replicato così a lungo da divenire un elemento unificatore per tutto il bacino mediterraneo e le zone assoggettate dall'impero.
I barbari, praticanti di forme artistiche più schematiche, contaminarono il modello classico ormai stanco e monotono, assecondando quella semplificazione verso forme più chiare e simboliche già in atto dal IV secolo anche nell'arte romana ufficiale. Per tutto il millennio del Medioevo agli scultori interessò più il dato simbolico e trascendentale delle opere che la loro verosimiglianza. La scultura monumentale, praticata soltanto occasionalmente, venne riscoperta dopo l'anno Mille come forma di decorazione per l'architettura, inserita in fregi e nicchie dei nuovi, grandi complessi religiosi. Come esempio per questo genere si ricominciò, soprattutto in Italia a partire dal XIII secolo, a guardare di nuovo all'arte classica, di cui restavano ancora copiose vestigia. Agli eleganti ritmi sinuosi dell'arte gotica delle corti del XIV secolo rispose un'arte più salda e naturalistica, il Rinascimento, che per la prima volta compì un recupero cosciente dei modelli classici.
Successivamente furono in auge stili meno naturalistici e più elegantemente artificiosi, quali il Manierismo, il Barocco e il Rococò. Alla fine del XVIII secolo, la scoperta di Pompei e degli altri siti di scavo vesuviani portò a un forte risveglio dello stile classico, il neoclassicismo.
L'Ottocento fu, anche in scultura, un secolo dominato dal più ampio eclettismo, per il grande ampliarsi degli orizzonti di gran parte della popolazione, grazie anche al progresso in tutti i settori. Si iniziò a registrare nella seconda metà del secolo, prima in pittura e poi nelle altre forme d'arte, un progressivo distacco dal naturalismo, che culminò nel XX secolo con la riscoperta della scultura primitiva, fino a raggiungere per la prima volta, con l'astrattismo e l'informale, il completo distacco da tutti i precedenti vincoli tecnici, estetici e di verosimiglianza col soggetto.

## Preistoria e le prime civiltà

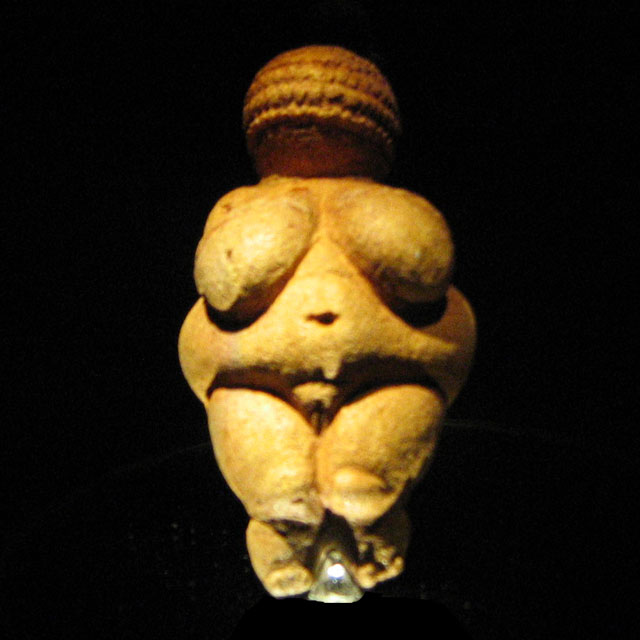
Venere di Willendorf

La scultura è un'arte molto antica, che si può riscontrare già nel 24000 a.C. con le famose Veneri, figure femminili scoperte in varie zone d'Europa che hanno la caratteristica di avere seno, ventre e glutei ingrossati per rappresentare il potere della donna di creare una vita.

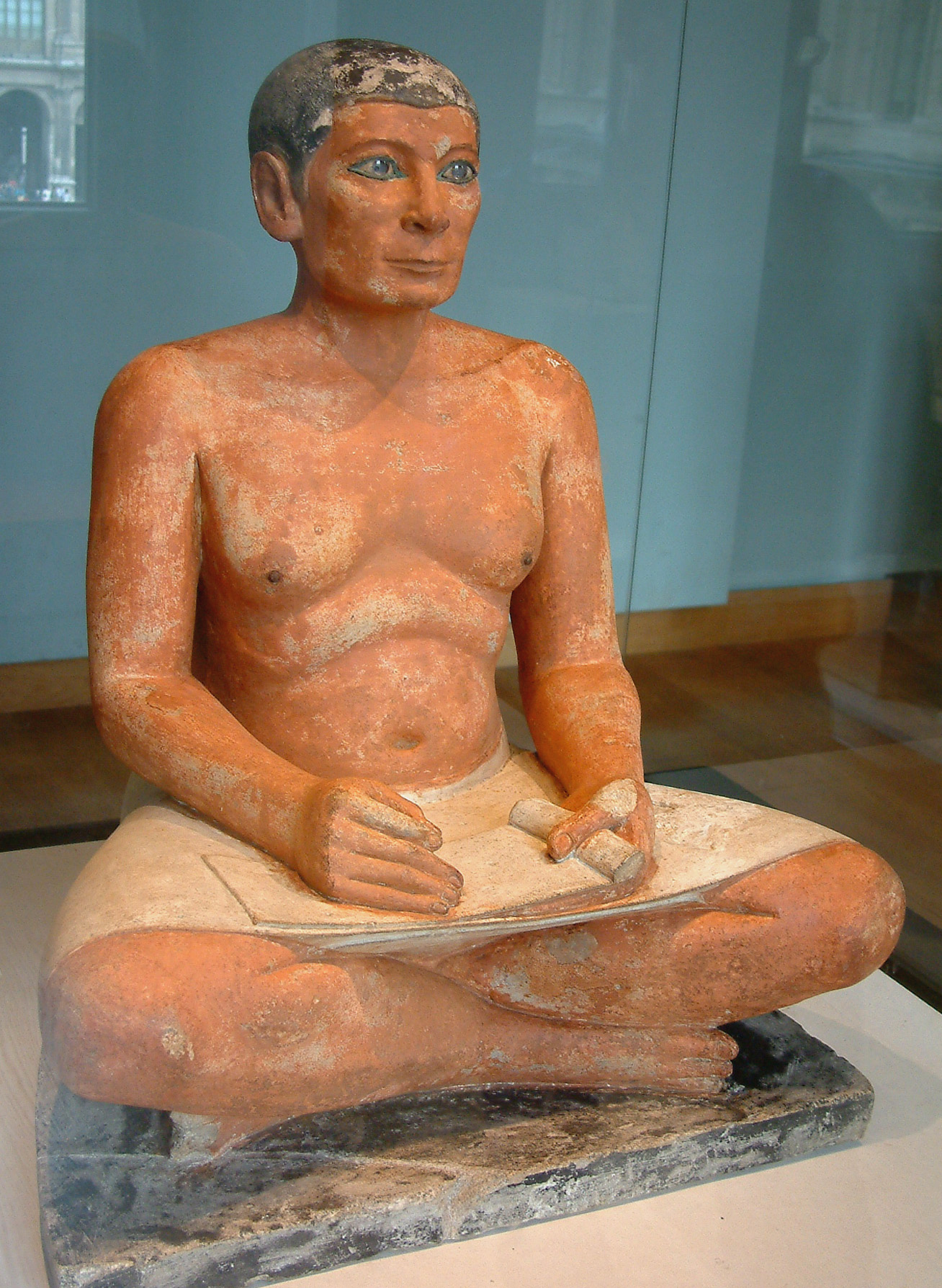
Statua di scriba

In Egitto, intorno al XIV secolo a.C., erano note tutte le tecniche delle sculture, ma il materiale che venne più usato era la pietra. Le figure ritratte erano di solito faraoni ed erano rappresentati in modo solenne, con una postura molto rigida e con una forte schematizzazione delle forme.
Se per l'Egitto le materie prime come il marmo, granito e il legno erano abbondanti, almeno presso il Nilo, per la Mesopotamia spesso si doveva ricorrere al mattone, che veniva spesso importato.
Gli stilemi erano ripetitivi, infatti veniva ritratto soprattutto l'uomo come figura terrena. 
Le rappresentazioni erano scolpite con piccole dimensioni e veniva scolpito con molta accuratezza il viso, si vedano le pose, le parrucche che si congiungevano con la barba, le espressioni e gli occhi. 
Se vogliamo vedere altre scene rappresentative dovremmo vedere i bassorilievi, che soprattutto nell'Assiria venivano riportate le gesta e le imprese eroiche di quel popolo.

### Scultura greca
Gli antichi greci ebbero una vasta tradizione di scultori, e ciò ci permette di dividere la scultura greca in vari periodi.

#### Periodo di formazione
Il periodo di formazione si sviluppa attorno al IX-VIII secolo a.C. Le sculture sono di piccole dimensioni e vengono scolpite in vari materiali (alabastro, oro, bronzo etc.). Le figure raffigurate rappresentano divinità o atleti (spesso nudi ma con un elmo in testa). Le statue ricoprono un ruolo votivo.
Si sviluppano le poleis, formate da tre parti: l'acropoli, asty e chora.

#### Periodo arcaico

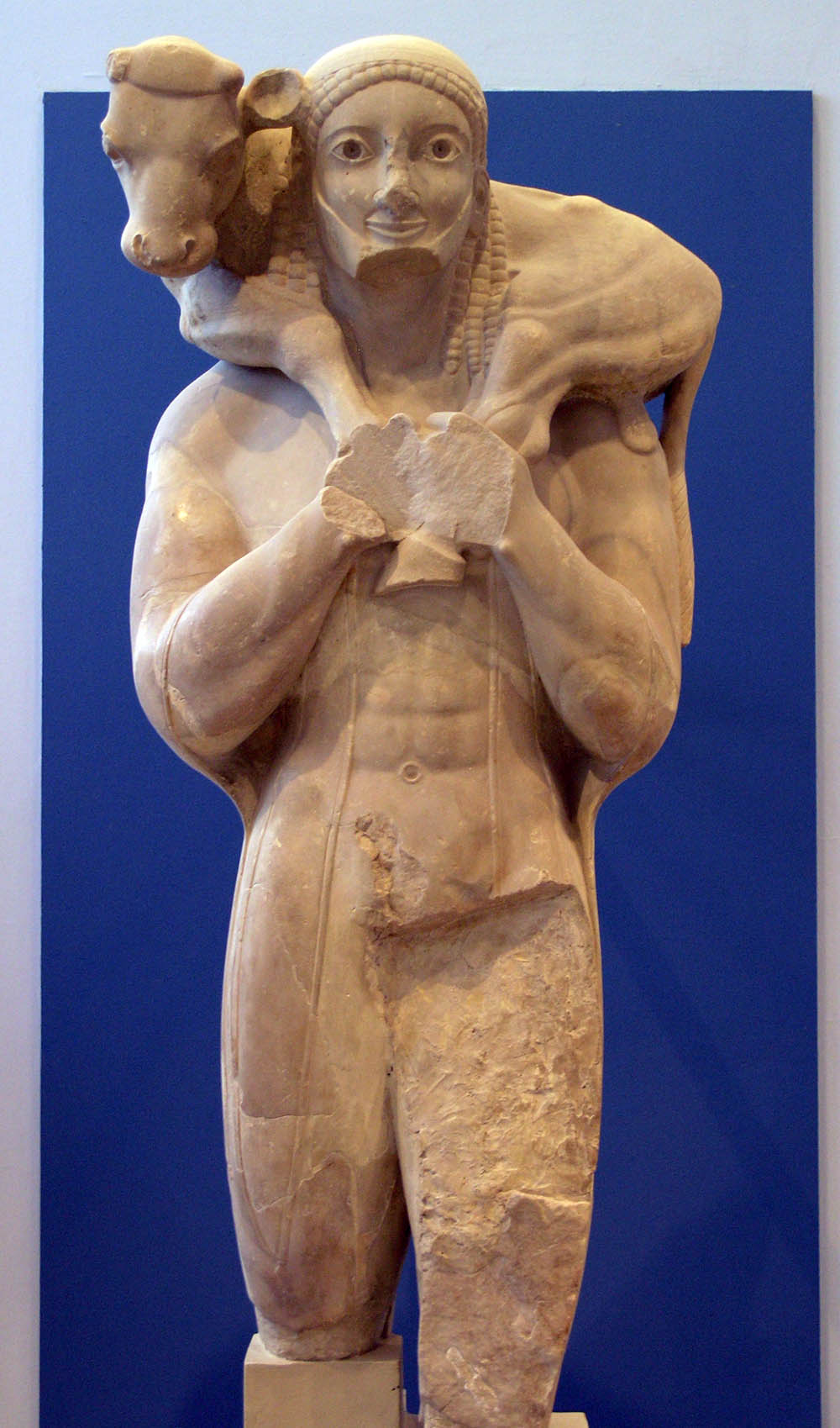
Il Moschophoros

Il periodo arcaico (VII-VI secolo a.C.) vede la nascita della scultura monumentale a tutto tondo, già presente nella scultura egizia, spesso usata nei templi o in campo religioso. Caratteristica presente in tutto il periodo arcaico è senza dubbio il sorriso arcaico, ossia un sorriso accennato nel viso del soggetto raffigurato, che non esprime né gioia né derisione, infatti si pensa che sia il tentativo di rendere bidimensionalmente il sorriso. Inoltre un'altra caratteristica sempre presente è la staticità delle statue.
Le figure rappresentate sono giovani (kouroi) e giovanette (korai) che presentano delle caratteristiche diverse. I Kouroi sono giovani ragazzi sempre nudi (eccetto il moscophoros), che rappresentano il nudo eroico: hanno un primo cenno di movimento, in quanto hanno sempre la gamba sinistra protratta avanti; inoltre hanno i pugni chiusi in senso di potenza e severità, caratteristiche presenti già nella scultura egizia.
Al contrario le korai sono sempre vestite con il chitone e l'himation e non presentano neanche un cenno di movimento.
Queste sculture si trovavano nei templi e nei santuari.
Il periodo arcaico si può dividere a sua volta in tre stili:
- Stile dorico, nato attorno al VII sec nel Peloponneso. Come la coeva architettura dorica, le statue, spesso kouroi, sono massicce e austere.
- stile ionico nato attorno al VI sec nelle coste ioniche. Presenta analogie con l'architettura ionica, in quanto le sculture sono slanciate e dai lineamenti morbidi.
- stile attico, sviluppatosi nella regione omonima, presenta una maggior plasticità e un maggior rigore nelle forme.

#### Periodo severo e classico
Tra il periodo arcaico e quello ellenico si sviluppa il cosiddetto stile severo. In questo periodo vi è una maggior resa anatomica, con una ricerca sempre più dettagliata delle masse corporee. Inoltre le statue, non più statiche come nel periodo arcaico, acquistano movimento e dinamicità. Ma il cambiamento più importante, e che dà il nome a questo periodo, è l'abbandono del sorriso arcaico, e la nascita di una maggior espressività del volto. L'himation viene sostituito dal peplo e viene impiegato come materiale il bronzo, che permette di rappresentare maggiormente le masse muscolari. Il gruppo scultoreo di bronzo per eccellenza sono i Bronzi di Riace (460 a.C. circa). Molto importanti sono gli scultori Policleto Fidia e Mirone.

#### Ellenismo
Durante l'ellenismo (IV-I secolo a.C.) ci fu una fioritura della scultura sia per le posture complicate dei soggetti, sia nei tratti di viso della scultura umana.

### Civiltà sarda

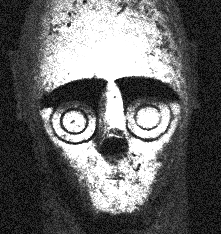
Testa di pugilatore. Monti Prama.

Prive di apparenti influenze egee è invece la statuaria in bronzo e in pietra sarda. Essa raggiunge probabilmente il suo apice con la civiltà nuragica attraverso i giganti di Monti Prama. Improntate al cosiddetto stile dedalico, sono uniche nell'intero panorama artistico nonché probabilmente le più antiche statue a tutto tondo del mediterraneo occidentale. L'arco di tempo nel quale si colloca la creazione di queste statue (probabilmente dipinte), alte dai 2 ai 2,5 metri, oscilla dall'IX all'XI secolo a.C. a seconda delle ipotesi archeologiche, ma in ogni caso risultano anteriori di alcuni secoli alla statuaria greca. Riproduzioni in pietra dei caratteristici "bronzetti", statuette votive in bronzo che potrebbero risalire al XIII secolo a.C. raffiguranti personaggi delle varie classi sociali, sono state trovate spezzate in 5.178 frammenti. Facenti parte di una necropoli monumentale, fungevano da effigie dell'eroe-guerriero sepolto sotto di esse.

### Civiltà italiche
Nella penisola italica le civiltà che conobbero eccellenti scultori furono due: gli etruschi e i romani, tutti e due influenzati dall'arte greca.
Non da meno sono le statuarie delle civiltà dei Piceni, databili intorno al VII sec a.C.
Di pregevole fattura il Guerriero di Capestrano e il guerriero da Numana.
I primi (VIII-III a.C.) usavano soprattutto la terracotta e il bronzo, materiali molto diffusi a quell'epoca. Le principali sculture erano i sarcofagi, e i vasi canopi, contenitori dove all'interno si mettevano le ceneri dei morti, e tutto l'arredamento funebre, e questo fa pensare che gli etruschi siano un popolo molto religioso e che credevano alla continuità della vita dopo la morte.
La civiltà etrusca tra l'VIII e il III secolo a.C., conobbe eccellenti scultori i quali erano influenzati dall'arte greca, ed operavano utilizzando in particolar modo la terracotta e il bronzo, un esempio è il Sarcofago degli sposi.
I romani, invece, davano alle forme più realismo rispetto all'arte etrusca, e per loro quest'arte non serve solo per fattore estetico, ma era un modo per diffondere a tutto l'impero la conoscenza di nuovi imperatori e di famiglie nobili. 
Tra i personaggi più ritratti c'erano i cavalli, simbolo di ricchezza, e gli avi, poiché i romani avevano una forte venerazione degli antenati.

## Dall'ascesa del Cristianesimo all'arte gotica

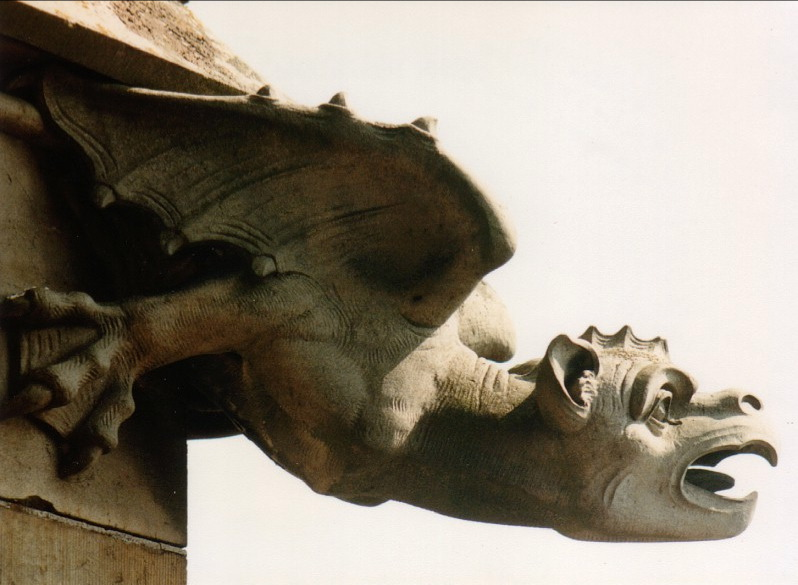
Esempio di scultura ornamentale cristiana

Con l'affermarsi del Cristianesimo (Alto Medioevo) ci fu un forte distacco dall'arte pagana, ripudiandone le tecniche artistiche e le forme.
Le sculture preferite erano i bassorilievi e tutte le opere di piccole dimensioni, come urne e reliquari.
In epoca romanica le facciate delle chiese si affollarono di scene bibliche, angeli e diavoli che avevano il compito di educare i fedeli.
Il fiorire del gotico (secoli XII-XV) segnò il ritorno alla scultura a tutto tondo e alla statuaria in tutta Europa, molte sculture erano ancora strettamente legate all'architettura ecclesiastica ma altre godevano di maggiore autonomia e ritraevano re e signori del tempo.
La scultura è fortemente legata all'architettura e diventa un suo completamento, in Italia le figure sono simili a quelle romane e c'è una diffusione delle forme allungate. 
I materiali più usati sono marmo, bronzo, metalli preziosi, pietra e il legno.
Gli scultori più importanti di quest'epoca sono Nicola Pisano, Giovanni Pisano e Arnolfo Di Cambio.

## Dal Rinascimento al Neoclassicismo

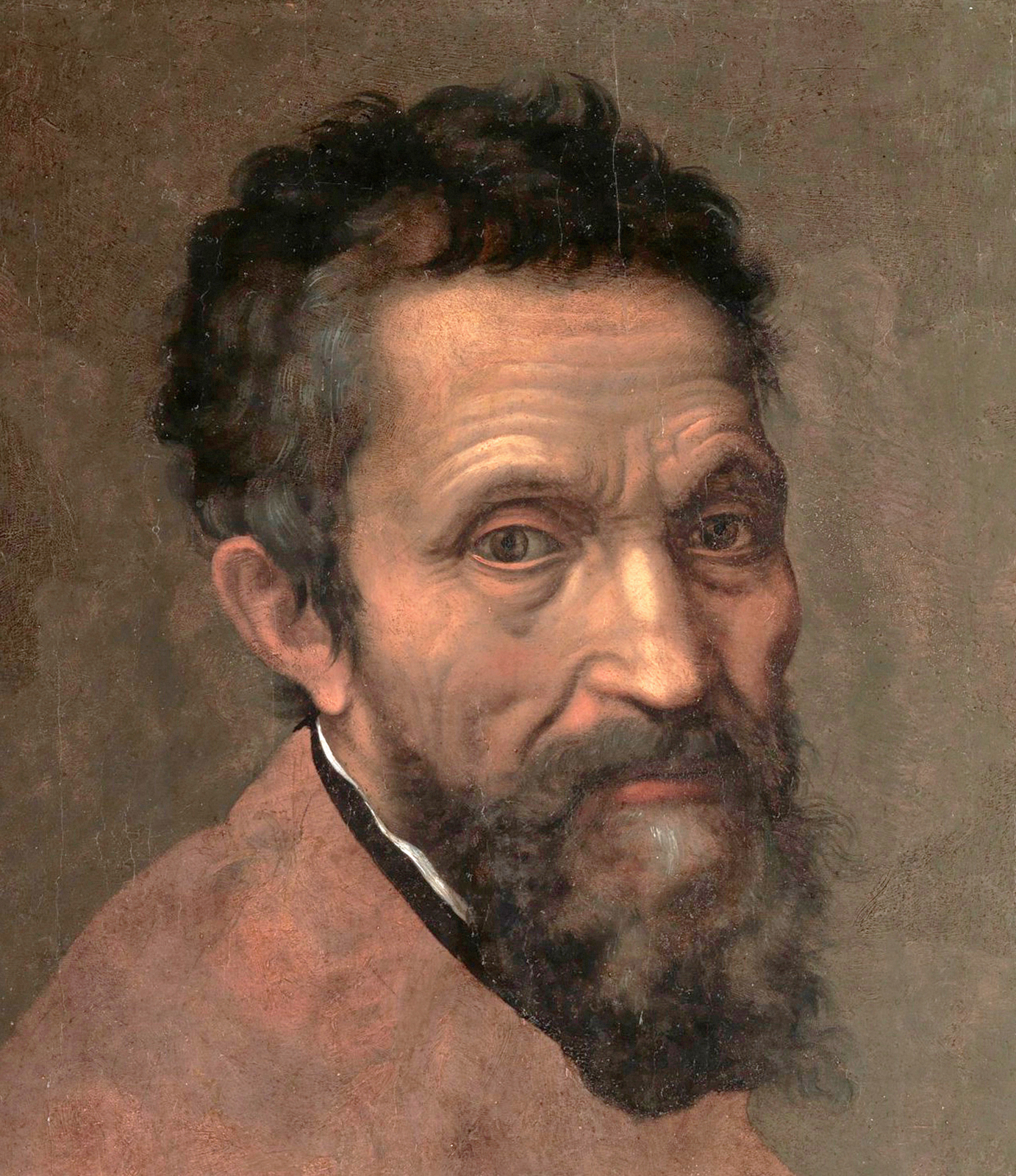
Ritratto di Michelangelo, di Daniele da Volterra.

Con il Rinascimento si assiste ad una riscoperta dell'arte classica, soprattutto legata alle vestigia di Roma antica. Slegata ormai dalla semplice decorazione architettonica, la scultura riscopre la propria individualità nelle figure a tutto tondo, nei bassorilievi e nelle arti minori. Viene scritto, tra l'altro, un importate trattato sulla scultura dal titolo De statua (1450) di Leon Battista Alberti.
L'attenzione verso l'anatomia umana porta a risultati sempre più realistici, pur sempre con una certa idealizzazione dovuta al modello classico. Nel XV secolo Donatello porta il nuovo gusto nel nord Italia, mentre nel XVI secolo sorge l'astro di Michelangelo Buonarroti, tra i massimi esponenti della scultura rinascimentale, capace di creare forme possenti e dinamiche. Letterati e storici tributano ormai il "superamento degli antichi", premettendo alla scultura di assurgere ad arte tra le più influenti. Ispirandosi spesso a Michelangelo, gli artisti creano un nuovo stile anticlassico, il manierismo, dove le figure sono rappresentate in pose complesse ed eleganti.
L'estremo virtuosismo del manierismo sfociò, a fine del XVI secolo in forme sempre più dinamiche, a cui si ispirò un nuovo giovane astro, Gian Lorenzo Bernini: con lui la scultura si fa più che mai viva, riuscendo a rappresentare nuovi temi e soggetti di grande complessità formale. Questo stile fastoso ebbe particolare diffusione con la Controriforma, quale simbolo della Chiesa vincitrice sulla Riforma Protestante. Il barocco dominò la scena per tutto il XVII secolo e oltre, sviluppandosi solo nel corso del XVIII in forme più minute accattivanti, con un particolare accento alla rappresentazione dei più minuti stati d'animo, dette del Rococò, che ebbero il loro apogeo nella corte francese di Versailles, ma anche nelle migliori corti europee come Dresda e Vienna.
Sul finire del secolo la straordinaria scoperta delle città sepolte attorno al Vesuvio dà origine in tutta Europa a un risveglio dello stile classico, nella sua forma più fredda e purista: è lo stile neoclassico, stile di riferimento dell'Impero napoleonico e dei suoi stati satellite. Tra i maggiori artefici dell'epoca Antonio Canova, ritenuto capace di creare figure della bellezza classica in grado di gareggiare alla pari con i migliori esempi dell'antichità.

## Il XIX secolo

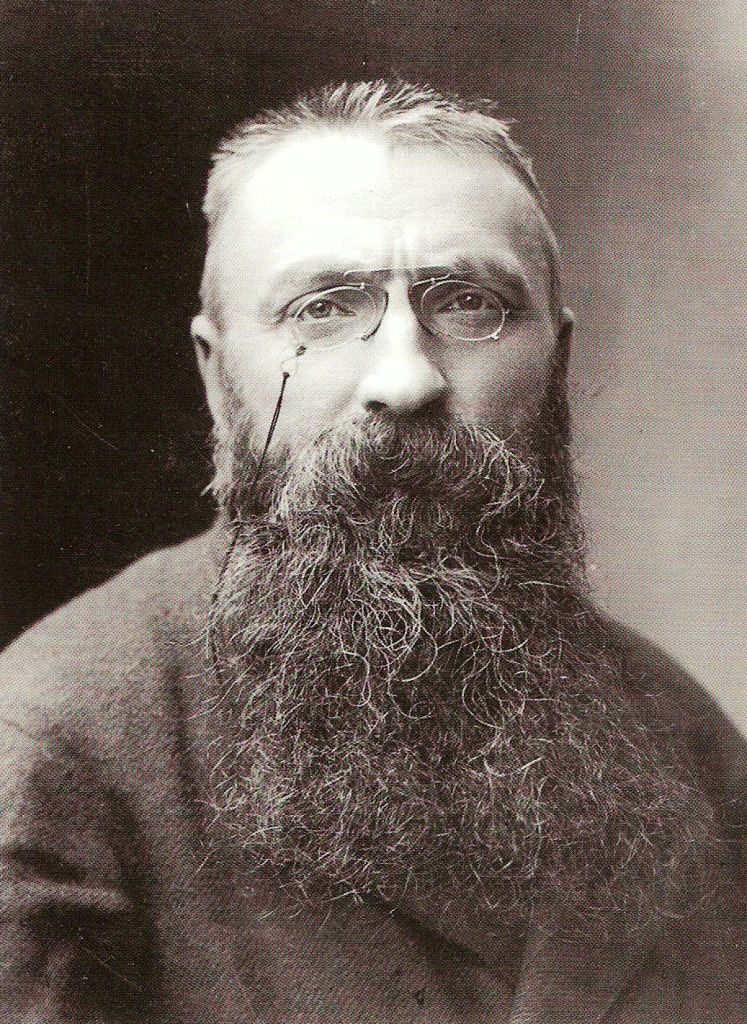
Auguste Rodin, tra gli iniziatori della scultura moderna.

Dopo l'avvento della fotografia, la pittura muta la sua natura, i suoi scopi. Di conseguenza viene a crearsi il movimento impressionista e successivamente tutta una serie di correnti artistiche che abbattono via via i limiti del naturalismo e del ritrattismo. Di conseguenza, l'interesse generale per la pittura aumenta, a discapito di quello per la scultura. In questa epoca di grandi novità pittoriche l'unico scultore che riesce a farsi strada rimanendo quasi sempre legato al naturalismo è il francese Auguste Rodin, tra gli iniziatori della scultura moderna: egli supera i principi di equilibrio, proporzione e tranquillità propri del neoclassicismo e porta alla luce opere intrise di tensione, passionali, cariche di pathos. A volte si stacca nettamente dalle convenzioni, come si può notare nel monumento a Balzac o nei Borghesi di Calais. Altre opere importanti sono il Bacio, il Pensatore, la Porta dell'inferno.
Un altro scultore contemporaneo, l'italiano Medardo Rosso, sceglie di trasferire i principi del movimento impressionista nella scultura, abbozzando visi di fanciulli in uscita dalla pietra. Socchiudendo gli occhi si accentua la percezione dell'immagine che prende forma dalla massa rocciosa.

## Il XX secolo
È un periodo che tende a rompere definitivamente con le convenzioni della scultura dei secoli passati.
Ci sono varie correnti quelle che tendono a scomporre l'unitarietà della scultura in più sfaccettature, o realizzando quasi dei solidi geometrici riprendendo la pittura Cubista e la scultura aborigena extra europea molto geometrizzata, talvolta l'arte egizia (fra i massimi esempi Picasso, Boccioni nel futurismo italiano, le avanguardie russe...), altri distruggono definitivamente il concetto di unicità ed artigianalità dell'opera (i dadaisti, usando oggetti già fatti ad esempio Marcel Duchamp, l'arte concettuale-povera italiana con Manzoni...).
Altri scultori invece guardano ancora al passato, ritenendolo ancora vitale e di genuina origine d'ispirazione, osservando tutto ciò che ha preceduto l'arte Classica (intesa per Greca e Romana, giudicata troppo fredda e calcolata e fra l'altro ampiamente usata nel XIX dal Neoclassicismo che ormai era diventato una sorta di noioso rifacimento di modelli per interminabili volte), ovvero i nuovi modelli sono l'arte etrusca e greca preclassica (periodo arcaico e severo), senza disdegnare egizi ed i sumeri assiro babilonesi (ad esempio Arturo Martini).